# Легонье, Франсуа
Франсуа Легонье (фр. François Leigonyer; 4 декабря 1740, Орийак — 30 марта 1807, Париж) — французский военачальник, участник Революционных войн, генерал-лейтенант (1792). 

## Биография
Родился в 1740 году в Орийаке. В феврале 1756 года поступил унтер-офицером в кавалерию, к 1764 году стал капитаном. В 1792 году был повышен до полковника и стал полковым командиром. В конце того же года был повышен до генерал-лейтенанта. 
В 1793 году сперва сражался с испанцами в составе Армии Восточных Пиренеев, затем против роялистов в Вандее в составе Армии берегов Бреста. Успешно участвовал в битве при Везине 19 апреля 1793 года, а в мае того же года около месяца временно командовал Армией берегов Ла-Рошели. В следующем месяце в качестве командующего наличными силами республиканцев проиграл Анри де Ларошжаклену битву при Дуэ. 
Уже на следующий день после этого Легонье был переведён в Армию Западных Пиренеев, а 9 сентября был арестован по приказу якобинского правительства и оставался в тюрьме вплоть до января 1795 года. После этого уже никогда не занимал строевых должностей. В 1799 году состоял членом управления госпиталей Западной армии, в 1804 возглавил Военный госпиталь в Тулузе. Скончался в Париже в 1807 году.